# Louise P
 Der er flere personer med dette navn, se Louise Pedersen (flertydig).
Louise Pedersen (født 17. november 1981) er en dansk supermodel, som har lavet internationale kampagner for blandt andet Anna Molinari, Armani, BCBG, Byblos, Carolina Herrera, Chanel, Donna Karan DKNY, GAP, Gucci, Hugo Boss, La Perla, Levi's, MaxMara, Moschino, Pilgrim, Rolex, Tommy Hilfiger m.fl. Hendes gennembrudsjob var i den store 2003-kampagne for Gucci, skudt af Mario Testino, hvor hun flettede ben med Carmen Kass. Hun har blandt andet været på forsiden af Vogue, ID-Magazine og danske Cover Magazine. 

## Ekstern henvisning
- Louise Pedersen Arkiveret 9. april 2008 hos  Wayback Machine

|  | Artiklen om Louise P kan blive bedre, hvis der indsættes et (bedre) billede Du kan hjælpe ved at afsøge Wikimedia Commons for et passende billede eller uploade et godt billede til Wikimedia Commons iht. de tilladte licenser og indsætte det i artiklen. |